# 마거릿 베킷

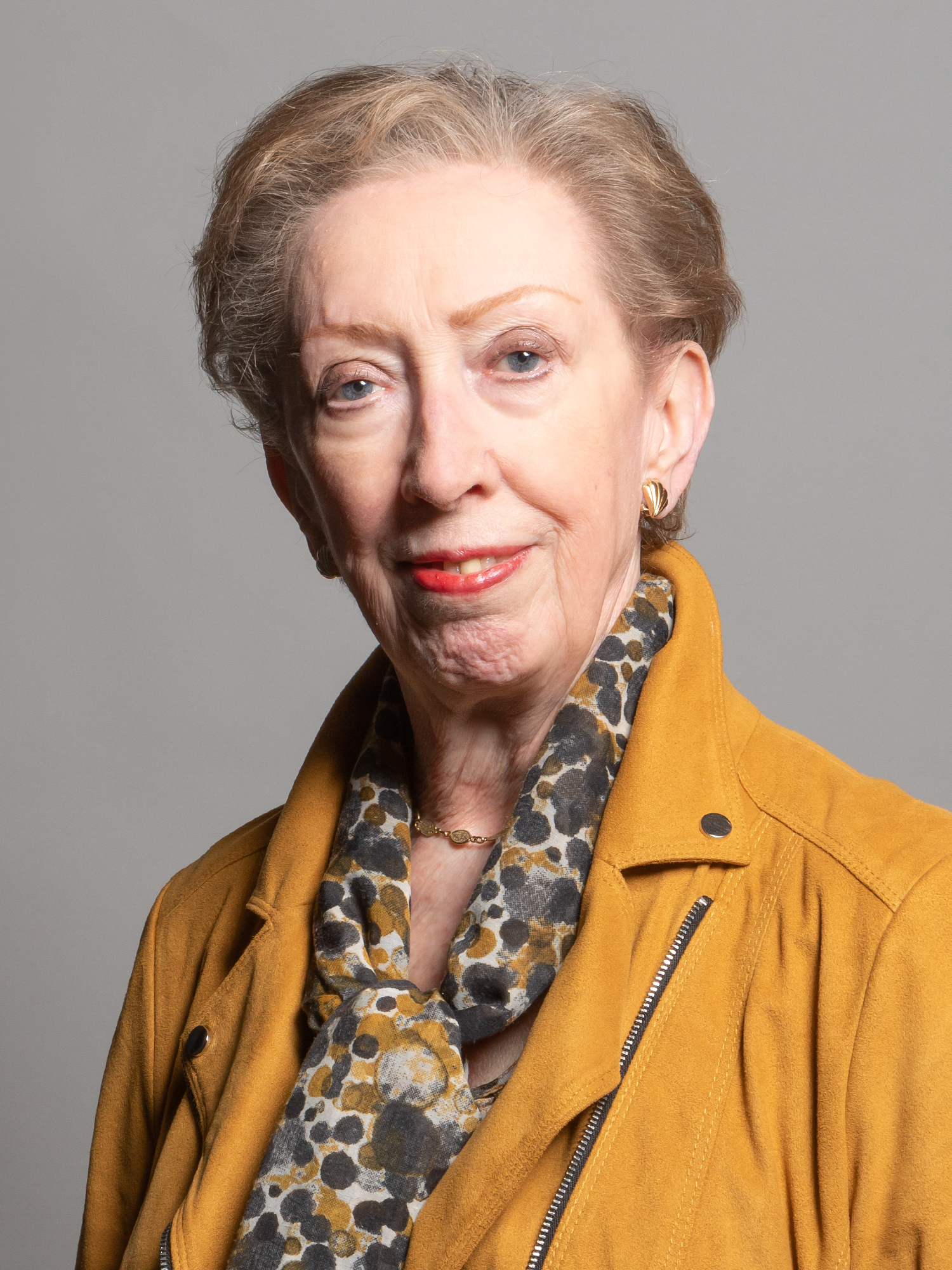
2020년 공식 초상화

마거릿 베킷(Margaret Beckett, 본명: Dame Margaret Mary Beckett GBE, 성씨 잭슨, 1943년 1월 15일 ~ )은 영국의 전직 정치인으로 영국 최초의 여성 외무장관이자 해럴드 윌슨, 제임스 캘러헌, 토니 블레어, 고든 브라운 총리 밑에서 장관을 역임했다. 베켓은 1992년부터 1994년까지 야당의 부대표이자 노동당의 부대표였으며, 1994년 존 스미스 (노동당 대표)가 사망한 후 잠시동안 야당의 지도자이자 노동당의 대리 지도자를 역임했다. 1974년부터 1979년까지 링컨의 국회의원(MP), 1983년부터 2024년까지 더비 사우스의 국회의원(MP)을 역임했다. 그녀의 45년 임기는 영국 역사상 가장 오랫동안 재임한 여성 의원이 되었다.